# Bactrocera passiflorae
Bactrocera passiflorae
 es una especie de insecto díptero que Walter Wilson Froggatt describió científicamente por primera vez en 1911. Esta especie pertenece al género Bactrocera de la familia Tephritidae. 